# Team Ico
Team Ico – japoński producent gier komputerowych założony przez Fumito Uedę, tworzący dla Sony Computer Entertainment. Zespół stworzył takie gry jak Ico i Shadow of the Colossus (obydwie na PlayStation 2). Obecnie firma pracuje nad The Last Guardian.

## Gry
| Tytuł                                       | Rok wydania | Platforma     |
| ------------------------------------------- | ----------- | ------------- |
| Ico                                         | 2001        | PlayStation 2 |
| Shadow of the Colossus                      | 2005        | PlayStation 2 |
| The ICO & Shadow of the Colossus Collection | 2011        | PlayStation 3 |
| The Last Guardian                           | 2016        | PlayStation 4 |